# Canadian Broadcasting Corporation
CBC (viết tắt của Canadian Broadcasting Corporation; tiếng Pháp: Société Radio-Canada, viết tắt là SRC; tiếng Việt: Tổng công ty Phát thanh – Truyền hình Canada) là hệ thống đài phát thanh và truyền hình công cộng của Canada.

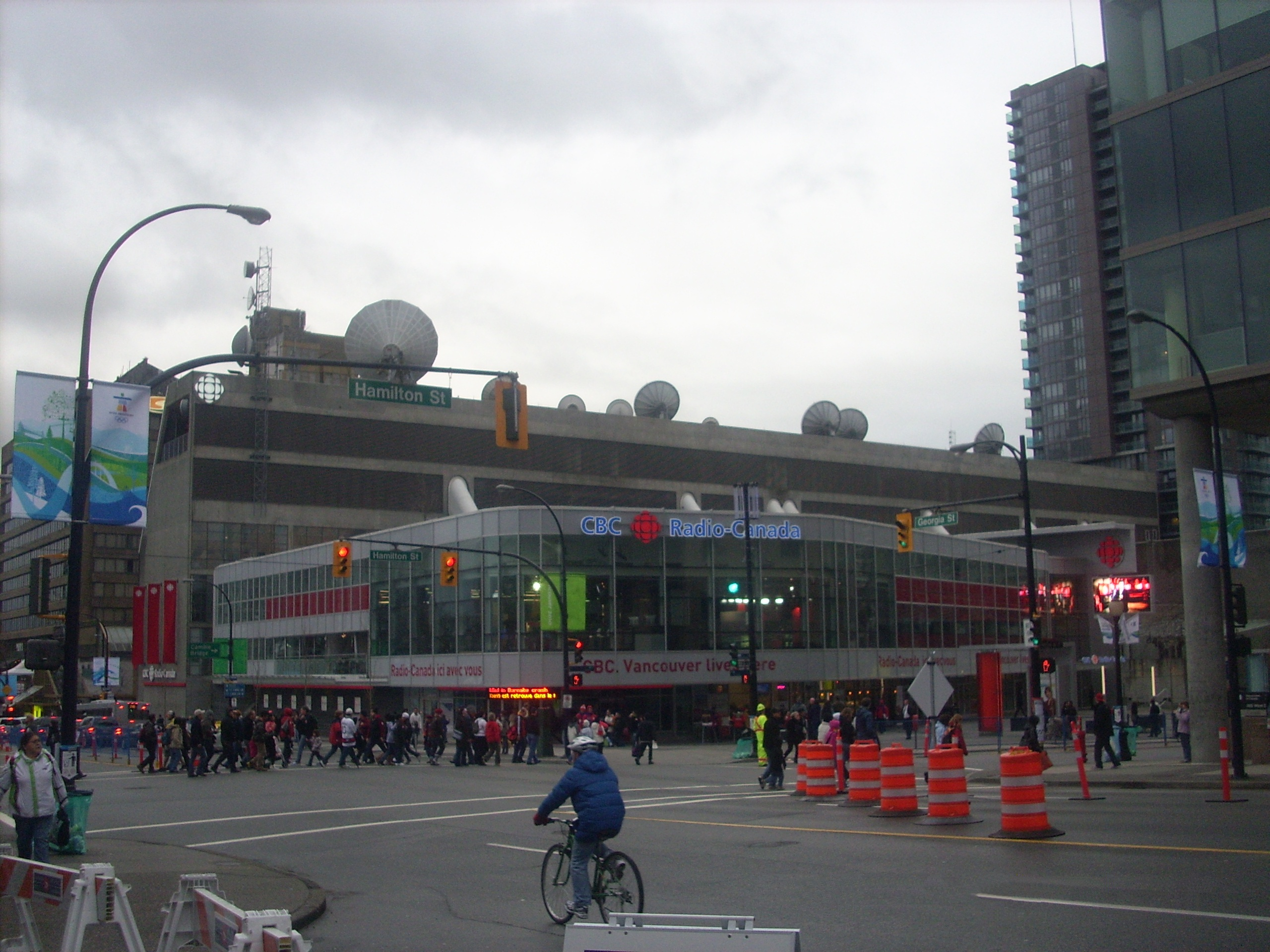
Trung tâm phát thanh truyền hình khu vực CBC ở Vancouver.

## Xem thêm

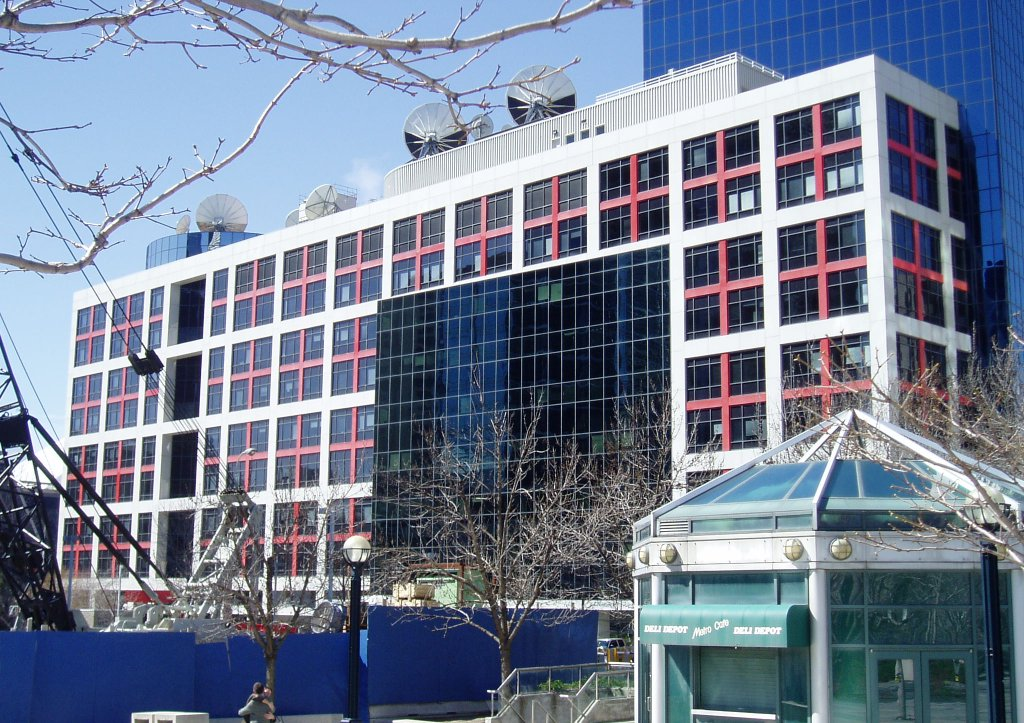
Tòa nhà tổng khống chế chương trình tiếng Anh, thuộc Trung tâm phát thanh truyền hình CBC ở Toronto.